# 張三丰 (金庸)
張三丰是金庸武俠小說《神鵰俠侶》和《倚天屠龍記》中人物，宋末至明初的武林泰山北斗，江湖上德高望重的元老級人物，原為少林弟子（僕役），后成為武當派的開山祖師。身為少林僧人（僕役）覺遠的弟子（未行拜師禮），「武當七俠」的師父，張無忌和宋青書的太師父，為金庸小説中武功绝顶的高手之一。
張三豐武功蓋世，超群絕倫，且已達到登峰造極的境界。除其徒孫兼明教第34代教主張無忌之外幾乎已無敵手，在倚天屠龍記中可說是最為頂尖的存在，連武功極高的少林派三渡及赫赫有名的蒙古高手玄冥兩老對他也十分忌憚。武當派的武功多為自創，而且精妙無比，難以破解。招牌武功為自創的「太極拳」和「太極劍」。因此歴史上將其與少林創始人達摩祖師並肩。
張三丰原名「張君寶」，最先出現於《神鵰俠侶》結尾，是少林藏经阁僧人覺遠的徒弟，後灰在華山之顛遇剛祭拜洪七公的「新五絕」、黃蓉、郭襄等江湖人物得「神雕大侠」楊過指點了几招掌法，名為「推心置腹」、「四通八達」、「鹿死誰手」。后来到《倚天屠龍記》的开头，因遺失經書與覺遠而被罰挑水，並再遇郭襄，後在何足道大鬧少林，使出九陽真經和鐵羅漢把高手擊退，而被少林認為「偷學」武功，為逃避刑罰，他與郭襄随覺遠逃離少林，因緣際會聽到了覺遠臨終时背誦《九陽真經》。日后他改名‘三丰’，以所記得的《九陽真經》，及峨嵋派創派祖師郭襄所贈一對少林鐵羅漢內藏有少林羅漢拳為基礎，創建了武當派，成為一代宗師。張三丰共收有七名弟子：宋遠橋、俞蓮舟、俞岱巖、張松溪、張翠山、殷梨亭、莫聲谷，合稱武當七俠。其中張翠山是《倚天屠龍記》男主角張無忌的父亲，因此张无忌尊称张三丰为“太师父”。
在金庸筆下，張三丰是南宋末年的人（生於淳祐六年四月初九，西元1246年5月15日），元順帝至元二年時滿九十歲，至張翠山自刎時剛好足百歲。角色原型基本上是以《明史·方伎傳》的張邋遢，云其名君寶，以三丰為號。

## 武功
太極拳
武當派鎮派之寶，集道家武學之大成的拳法，講究太極圓轉，永無止境，用意不用力。
太極劍
武當派鎮派之寶，集道家武學之大成的劍法，講究神在劍先，綿綿不絕，以不變應萬變。
純陽無極功
武當派絕頂內功心法，道家功法之精華，也是護體防身必須修煉的功法。
神門十三劍
傳弟子殷梨亭，這十三劍專攻對手的神門穴使對方失去戰力，因而得名。在小說中，殷梨亭以此劍法幫助由冰火島回歸的張翠山夫婦。
武當九陽功
年輕時曾聽覺遠大師背誦部分九陽神功心法而自創的高級內功，由於張君寶悟性為三人最高外加上當時無武功底子，故對心法片段別有心得，創出後比峨嵋九陽功及少林九陽功略勝一籌。

## 影视形象

### 劇集
- 關海山：香港無綫電視《倚天屠龍記》（1978年）
- 古錚、 高升：臺灣台視《倚天屠龍記》（1984年）
- 鮑方：香港無綫電視《倚天屠龍記》（1986年）
- 常枫：臺灣台視《倚天屠龍記》（1994年）
- 周驄：香港無綫電視《倚天屠龍記》（2001年）
- 於文仲：中國亞環影音《倚天屠龍記》（2003年）
- 于承惠：中國華誼兄弟、華夏視聽聯合出品《倚天屠龍記》（2009年）
- 王德順：中國華夏視聽、企鵝影視聯合出品《倚天屠龍記》（2019年）

### 電影
- 張生：《倚天屠龍記》（1963年，1965年）（第一及第二集），香港粵語長片，峨嵋電影公司
- 洪金寶：《倚天屠龍記之魔教教主》（1993年），香港永盛電影公司
- 甄子丹：《倚天屠龍記之九陽神功》、《倚天屠龍記之聖火雄風》（2022年），星王朝